# Cleora mjoebergi
Cleora mjoebergi es una especie de polilla de la familia Geometridae. La especie fue descrita por primera vez por Louis Beethoven Prout en 1926 con distribución en Borneo. El holotipo de la especie fue descrita en Sarawak.